# Pfarrkirche Sierninghofen-Neuzeug

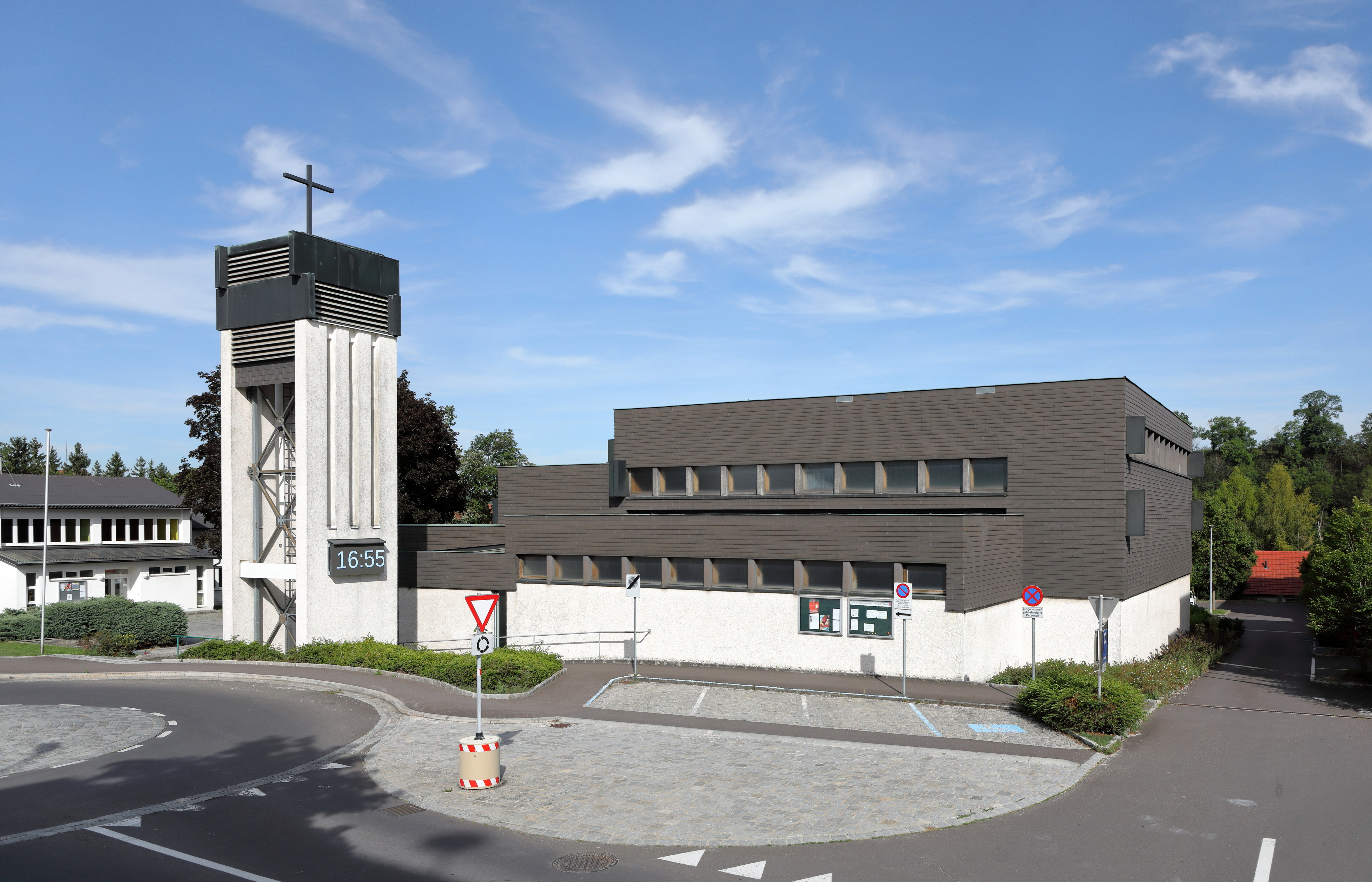
Pfarrkirche hl. Berthold

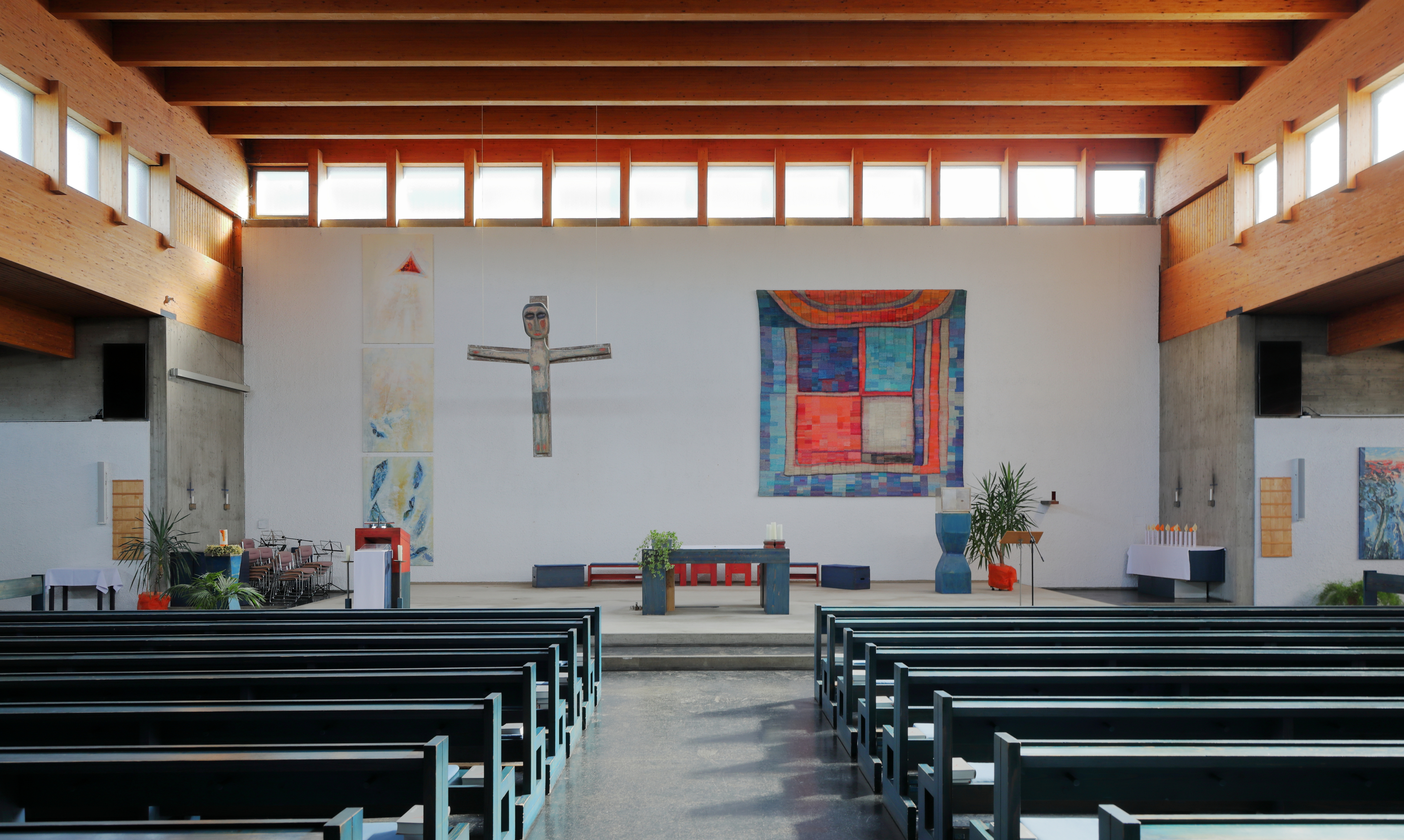
Innenansicht

Die Pfarrkirche Sierninghofen-Neuzeug steht im Ort Neuzeug der Marktgemeinde Sierning in Oberösterreich. Die römisch-katholische Pfarrkirche hl. Berthold gehört zum Dekanat Steyrtal in der Diözese Linz.

## Geschichte
Im Jahr 1941 wurde Sierninghofen-Neuzeug zur Expositur der Pfarre Sierning erhoben, bis es 1963 selbständige Pfarre wurde. Als Pfarrkirche diente bis zur Fertigstellung der neuen Kirche die Maria-Lourdes-Kirche Neuzeug.
1953 wurde ein Grundstück für den Neubau einer Kirche angekauft und 1958 mit dem Bau eines Pfarrhofes und Pfarrheimes begonnen. Die Gebäude wurden 1959 mit Bischof Franz Zauner geweiht. Am 17. August 1969 erfolgte mit Pfarrer Kreuzeder der Spatenstich für die Kirche, die nach Plänen von Gottfried Nobl und Othmar Kainz errichtet wurde. Am  24. Oktober 1971 wurde die Kirche mit Bischof Franz Zauner geweiht.
Die Einrichtung der Kirche gestaltete die Künstlerin Lydia Roppolt. 1983 wurde eine Orgel der Franziskanerschwestern in Linz in die Pfarrkirche übertragen und mit dem Orgelbauer Bruno Riedl neu aufgestellt und 1984 mit Bischof Maximilian Aichern neu geweiht. 1992 wurde der Glockenturm erhöht und die drei neuen Glocken der Glockengießerei Grassmayr  mit Bischof Maximilian Aichern geweiht.